# Lipovský mramor

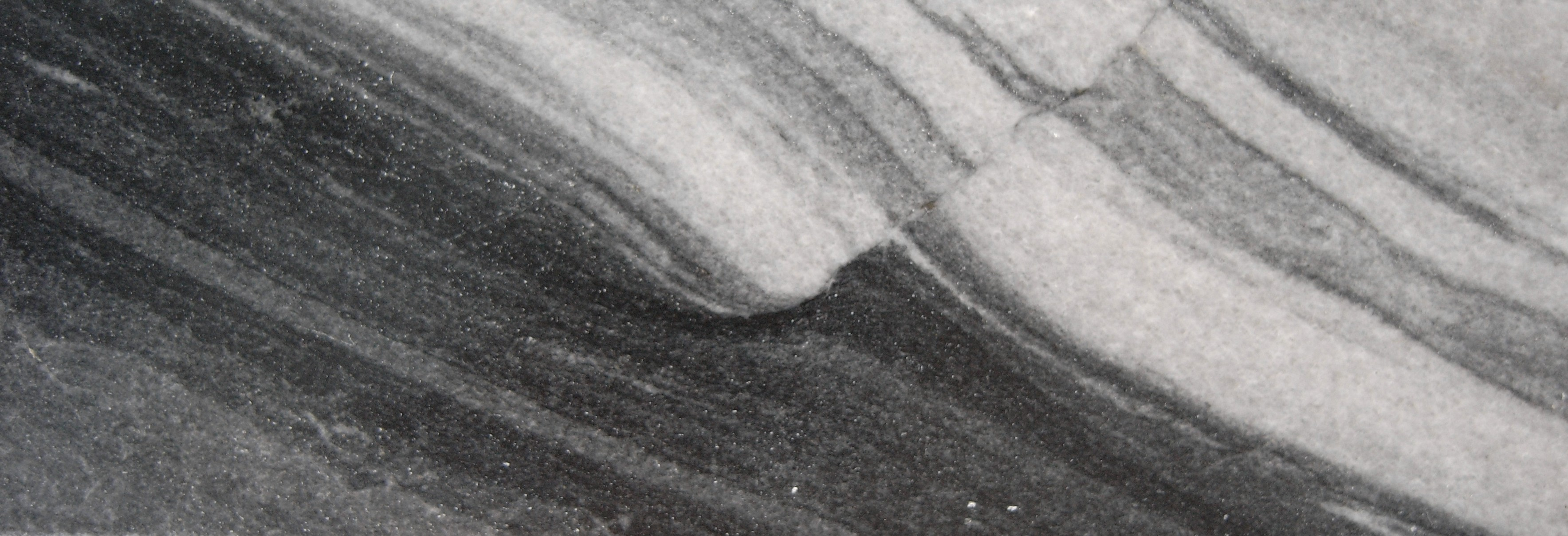
Lipovský mramor, světle a tmavé šedě

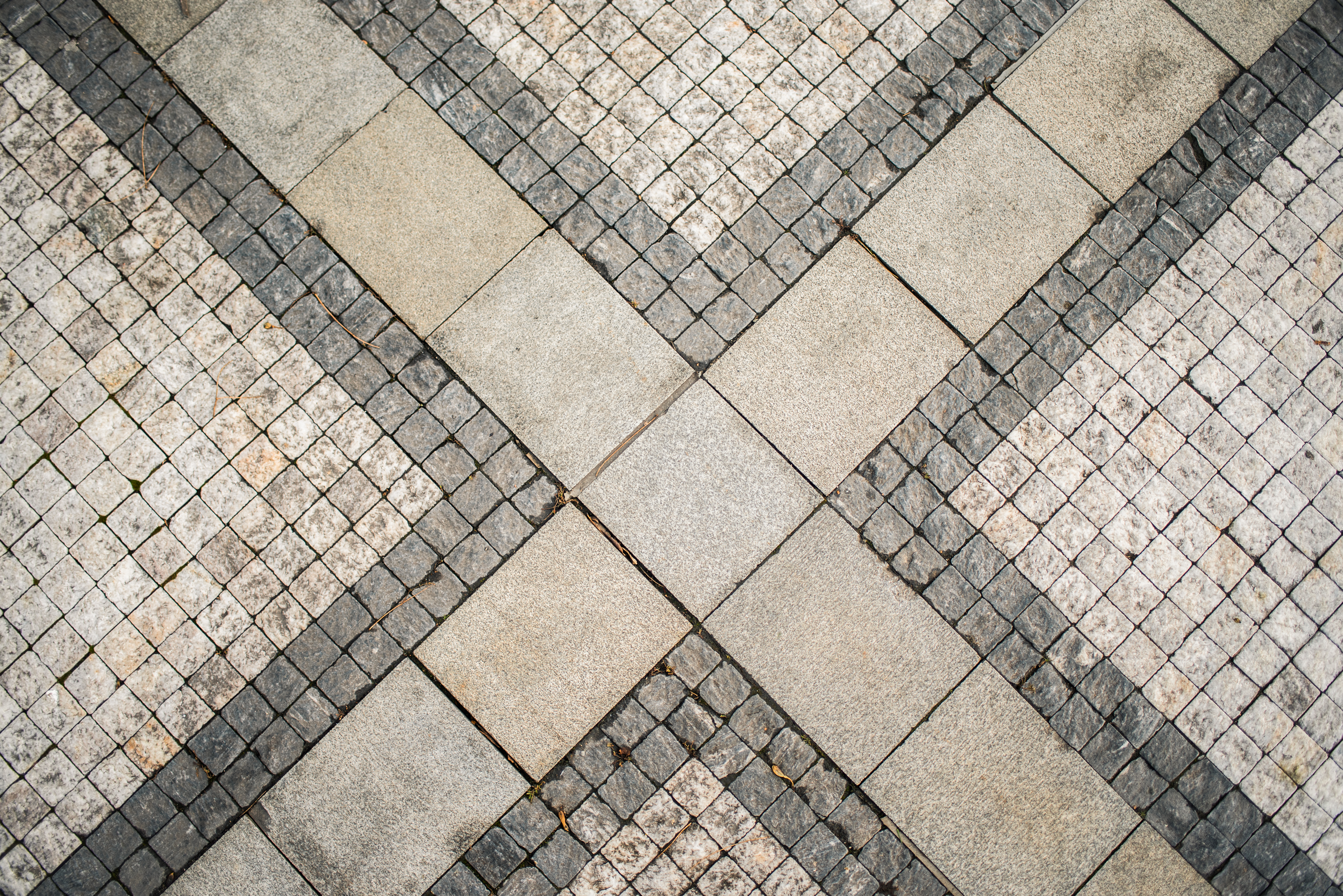
Tmavý lipovský mramor v pražské mozaice

Lipovský mramor se těží v Lomu Horní Lipová. Tento kámen je charakteristický tmavě šedou barvou s namodralým odstínem. Často se střídají tmavší a světlejší plochy (tzv. fládrovaný mramor), které tvoří zajímavou kresbu. Je součástí pražské mozaiky, kde má rozměry 6 x 6 x 4 cm, je ze 4 stran řezaný, pochozí a spodní strana je štípaná. V pražské mozaice, která se nachází na chodnících a náměstích v historickém centru Prahy, jsou základními prvky tmavý lipovský mramor a světlešedý supíkovický mramor. 

## Lom Horní Lipová
Lom Horní Lipová je menší tříetážový lom nacházející se na severovýchodním úbočí Mramorového vrchu v obci Lipová - lázně v okrese Jeseník v Olomouckém kraji.  Ložisko se těží blokovou těžbou s pomocí vrtací techniky, klinů a trhacích prací malého rozsahu. Cílem těžby je vylomit co největší blok kamene tak, aby se hodil na výrobu dlažby, obkladu, pomníků či parapetů. Mramorové bloky lipovského mramoru jsou po těžbě odváženy ke zpracování do kamenické dílny v Mikulovicích.
Na území Lipové jsou významná naleziště celkem 52 nerostů. Mramorový vrch výstižně poukazuje na vysoce kvalitní mramor, který je velmi populární nejen v pražské mozaice. Například na obkladech stanic metra Muzeum nebo Vyšehrad je použitý tmavý, pruhovaný nebo skvrnitý lipovský mramor.

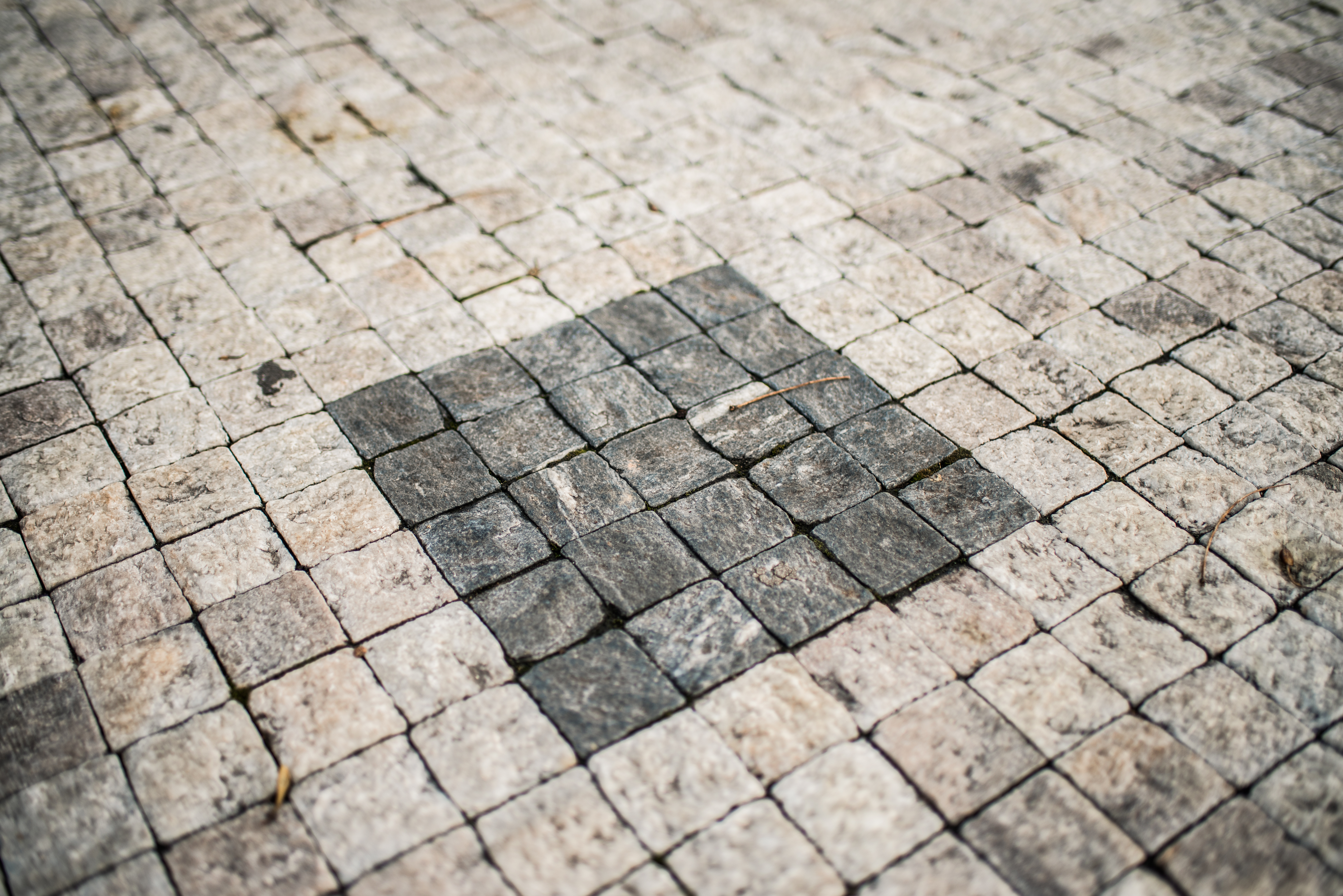
Tmavý lipovský a bílý supíkovický mramor v pražské mozaice